# نیو وورد پیکچرز
نیو وورد پیکچرز (انگلیسی: New World Pictures) یک شرکت فیلم‌سازی در آتلانتا، جورجیا، ایالات متحده آمریکا است.
این شرکت که در ۸ ژوئیه ۱۹۷۰ تأسیس و در ۲۲ ژانویه ۱۹۹۷ منحل شده در زمینه ساخت و توزیع فیلم‌های سینمایی و تلویزیونی فعالیت می‌کرده است.

## فیلم‌شناسی
- فریادها و نجواها (۱۹۷۲) (P/U)
- لبه آب (۱۹۷۳) (P/U)
- آرنا (۱۹۷۴)
- آمارکورد (۱۹۷۴) (P/U)
- مسابقه مرگ ۲۰۰۰ (۱۹۷۵)
- داستان ادل اچ. (۱۹۷۵) (P/U)
- گلوله توپ (۱۹۷۶)
- هار (۱۹۷۷)
- درسو اوزالا (۱۹۷۷) (P/U)
- بهمن (۱۹۷۸)
- پیرانا (۱۹۷۸)
- سونات پاییزی (۱۹۷۸) (P/U)
- فرزندان (۱۹۷۹)
- بانوی سرخ‌پوش (۱۹۷۹)
- طبل حلبی (۱۹۸۰) (P/U)
- کوارتت (۱۹۸۱) (P/U)
- پردیس (۱۹۸۲)
- انسان‌واره (۱۹۸۲)
- حومه شهر (۱۹۸۴)
- فرشته (۱۹۸۴)
- ناوسیکا از دره باد (۱۹۸۴) (P/U)
- آزمایش فیلادلفیا (۱۹۸۴)
- خانه (۱۹۸۶)
- گودزیلا ۱۹۸۵ (۱۹۸۵)
- نه سازش، نه تسلیم (۱۹۸۶)
- برپاخیزان جهنم (۱۹۸۷)
- بازگشت گوجه‌های قاتل (۱۹۸۸)
- مجازاتگر (۱۹۸۹)
- هذرها (۱۹۸۸)